# Гемел Многострадални
Свети Гемел Анкирски је ранохришћански мученик и светитељ из 4. века.
По предању, пострадао је мученичком смрћу у Анкири (данашња Анкара), у Малој Азији, за време владавине цара Јулијана Отпадника.
Био је родом из Пафлагоније.
Он се спомиње као последњи хришћански мученик који је убијен на крсту. Чувши да је цар Јулијан у Анкири, Гемел је отпутовао тамо да критикује цара због његовог отпадништва. Због тога је био јмучен и убијен у Анкири (или, према једном извору, у Едеси).
Црква посвећена светом Гемелу налазила се у Сикеону, селу на реци Сибиру у Малој Азији.
Православна црква прославља светог Гемела 23.(10) децембра.